# Marcos 1

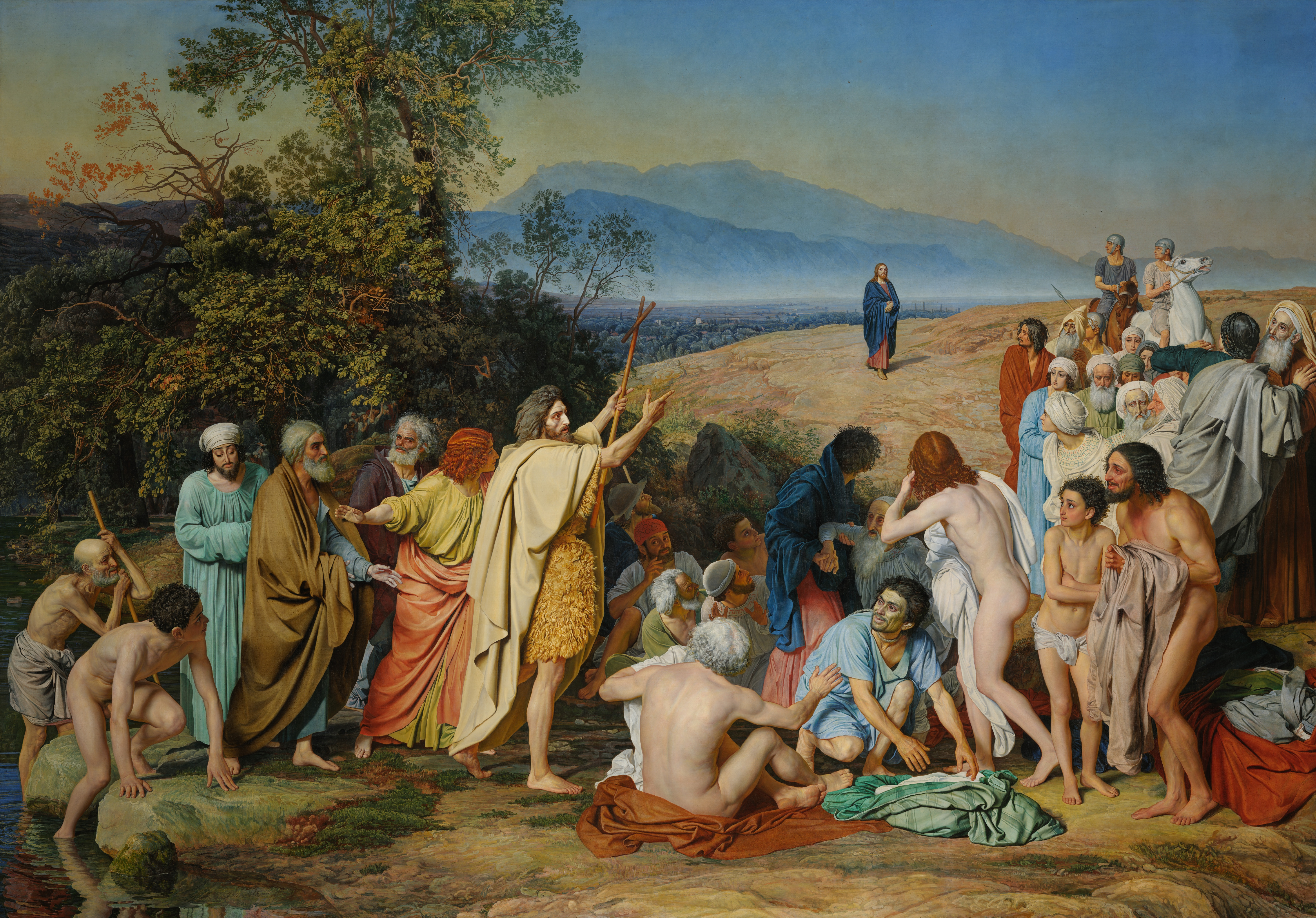
"Ecce Agnus Dei". João Batista identifica Jesus como aquele "que virá depois de mim", um dos episódios de Marcos 1.
1837/57. Obra prima de Alexander Andreyevich Ivanov, atualmente na Galeria Tretyakov, em Moscou.

Marcos 1 é o primeiro capítulo do Evangelho de Marcos no Novo Testamento da Bíblia. Ele começa com a frase "Princípio do evangelho de Jesus Cristo, o Filho de Deus" (Nova Versão Internacional), afirmando desde o princípio a crença do autor, Marcos. Robert Miller traduz este versículo como "As boas novas de Jesus, o Ungido", defendendo que χριστου significa "ungido" e que a frase υιου του θεου não está presente em alguns dos manuscritos mais antigos. O termo "princípio" pode ser uma referência ao começo do livro ou do versículo seguinte ("O evangelho de Jesus, o Ungido, começa com algo que Isaías, o profeta, escreveu:" - 1:1-2a Scholars Version, Miller 13</ref> ou ainda o começo da história de Jesus, pois Marcos está começando a contar-nos sobre a vida de Jesus e não escrevendo uma biografia completa.
Ao afirmar que ele é o "ungido", Marcos declara Jesus como o Messias, o sucessor do rei David. Ele sempre usa a palavra "Cristo", uma derivada da tradução do termo para o grego, e nunca "Messias", uma forma derivada da transliteração para o grego da palavra aramaica para "Messias". "Filho de Deus" pode ser visto neste contexto como sinônimo de um messias político, um rei dos Judeus, mas também como uma expressão de sua divindade, como no termo "Deus, o Filho". Apenas os adversários demoníacos de Jesus o chamam assim em Marcos até o centurião de Marcos 15:39. As "boas novas" podem ser "sobre Jesus", "de Jesus" ou uma combinação. Segundo Henry Barclay Swete  defende que "Εὐαγγέλιον ("boas novas" ou "evangelho") em  LXX ocorre apenas no plural e, provavelmente, apenas no sentido clássico de 'uma recompensa por boas notícias' (II Samuel 4:10). No Novo Testamento, o termo é, desde o princípio, associado às boas notícias messiânicas (Marcos 1:1, 14), provavelmente derivando este novo significado do uso de εὐαγγέλίζεσθαι em  Isaías 40:9, Isaías 52:7, Isaías 60:6, Isaías 61:1" (vide Cânticos do servo).

## João Batista

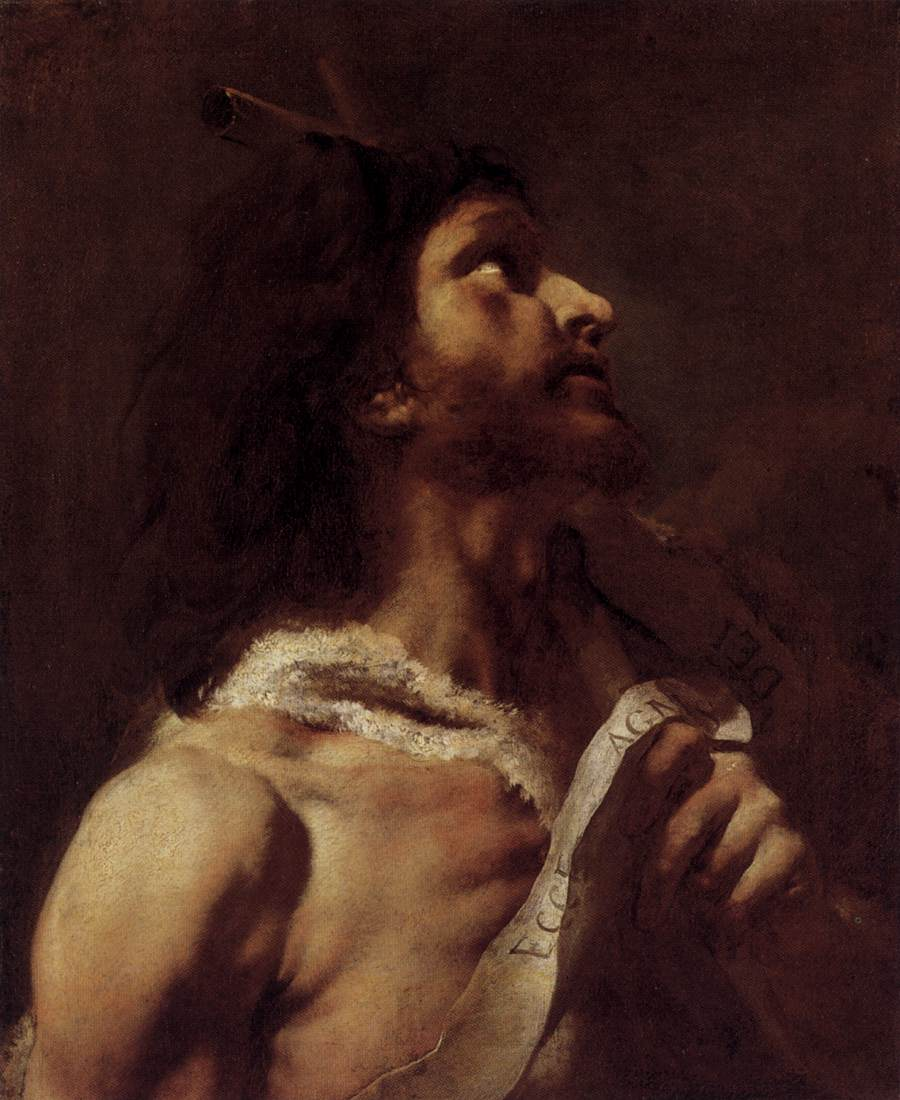
João Batista.
Década de 1740. Por Giovanni Battista Piazzetta, atualmente na Gemäldegalerie, em Berlim.

Marcos introduz os versículos 2 e 3 com "Está escrito no profeta Isaías:", porém a citação que ele apresenta não corresponde exatamente a nenhuma versão ainda existente do Livro de Isaías, nem mesmo a encontrada entre os Manuscritos do Mar Morto. Alguns manuscritos de mar trazem a versão "...nos profetas". Alguns defendem que isto pode indicar que ele não teria utilizado uma versão completa da Bíblia judaica, mas uma coleção de citações das Escrituras, comuns na época. A citação também parece ser uma composição dos livros do Êxodo, Malaquias e Isaías: Êxodo 23:20, Malaquias 3:1 e Isaías 40:3, uma ligação dos evangelhos sobre Jesus com uma esperada realização do "Antigo Testamento". Marcos assume que Isaías falava de João Batista. É provável que Marcos tenha se apropriado de parte de Êxodo 23:20 na Septuaginta (em grego: ιδου εγω αποστελλω τον αγγελον μου προ προσωπου σου - "Eis que eu envio um anjo adiante de ti" na TBB) e combinou-a com parte de Malaquias 3:1 da Septuaginta (em grego: επιβλεψεται οδον - "preparar o caminho" na TBB) para criar Marcos 1:2 em grego (em grego: ιδου αποστελλω τον αγγελον μου προ προσωπου σου ος κατασκευασει την οδον σου). A citação seguinte é diretamente de Isaías 40:3 da Septuaginta.
Os quatro evangelhos utilizam a mesma citação de Isaías: Lucas 3:4–6, Mateus 3:3 e João 1:23. Este trecho trata do retorno do cativeiro na Babilônia e era uma passagem que os judeus frequentemente utilizavam como exemplo do auxílio de Deus. Isaías provavelmente utiliza a passagem simbolicamente para descrever uma purificação moral e renovação. Assim, João Batista é ligado a Isaías também e, mais uma vez, Marcos iguala o "Senhor" nesta passagem, Javé, com Jesus.
Em seguida, Marcos descreve as atividades de João, que pregava o arrependimento, o perdão dos pecados e batizava no rio Jordão. Conta ainda que ele vestia pelo de camelo, um cinto de couro e sobrevivia com uma alimentação a base de gafanhotos e mel selvagem, uma descrição similar à de Elias em II Reis 1:8 e pode ser uma referência à profecia sobre a roupa que deveria vestir um verdadeiro profeta em Zacarias 13:4. Sua alimentação pode ser uma tentativa de se demonstrar sua pureza. Muito já se especulou sobre se João teria sido um essênio, mas não existem provas contra ou a favor da tese. Este relato sobre João é parecido, mas diferente do que foi fornecido por Josefo, que afirma que João batizava, mas não por causa do perdão dos pecados, e que ele era um líder do povo, sem mencionar qualquer relação entre ele e Jesus. É possível que esta diferença demonstre que Marcos enxergava João como uma representação de Elias e um mero arauto do que considerava realmente importante, Jesus. De acordo com a hipótese do documento Q, os batismos de João também estavam presentes no princípio deste documento.
Muitos seguiam para ser batizados por João segundo Marcos, mas o profeta lhes dizia que «depois de mim vem aquele que é mais poderoso do que eu, diante do qual não sou digno de abaixar-me para lhe desatar a correia das sandálias. Eu vos batizei com água, mas ele vos batizará com o Espírito Santo» (Marcos 1:7–8). Desamarrar as sandálias era uma tarefa geralmente executada por escravos na época. O que "batizar com o Espírito Santo" significa, dado que Jesus não batiza ninguém em Marcos, é incerto se levarmos em consideração apenas este evangelho.
O Jesus Seminar concluiu que este é um dos autênticos atos de Jesus (marcado como "vermelho"), relatado em Marcos 1:1–8, Mateus 3:1–12, Lucas 3:1–20 e Evangelho dos Ebionitas 1, e chamado de "Uma voz no deserto".

## Batismo e Tentação de Cristo

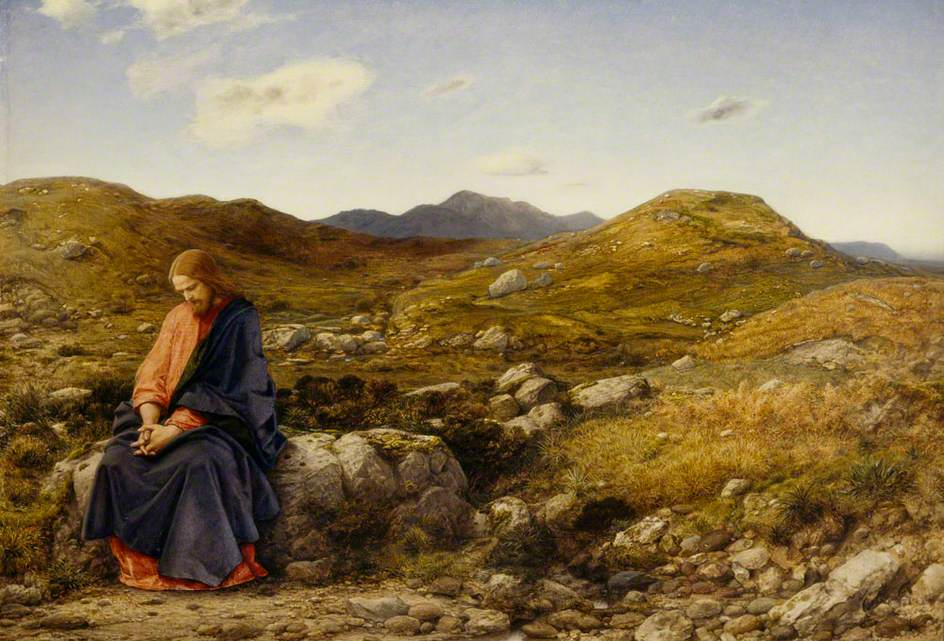
Jesus no deserto.
c. 1860. Por William Dyce.

Jesus é um dos muitos que vieram para serem batizados por João, no caso dele de Nazaré na Galileia. Como João, segundo Marcos, batizava pelo arrependimento e perdão dos pecados, muitos tentaram argumentar que Jesus também teria vindo para ser perdoado de seus pecados, mas o próprio Marcos nota que João afirma ser "indigno" de batizá-lo. Para ele, a função de João era de preparar o terreno para Jesus e uma possibilidade é que Jesus teria se submetido a ele para abraçar a doutrina de João e se identificar com todos que acreditavam nela.
Marcos introduz Jesus sem nenhuma história ou descrição anterior, sugerindo que seu público alvo era os que já o conheciam. Além disso, Marcos, como todos os demais evangelistas, não faz nenhuma menção às características físicas de Jesus, apesar da breve descrição que fez, pouco antes, da aparência de João Batista.
João o batiza e Jesus então vê uma teofania: «Viu os céus abrirem-se e o Espírito como pomba descer sobre ele» (Marcos 1:10) e ouviu uma voz: «Tu és o meu Filho dileto, em ti me agrado» (Marcos 1:11). Esta passagem pode ter relação com Salmos 2:7 e Isaías 42:1. O céu se abrindo é geralmente visto como uma união e começo da comunicação entre Deus e o mundo. Se alguém mais viu ou ouviu o que aconteceu além de Jesus é tema bastante discutido, pois o texto de Marcos não faz referência nenhuma a isto. 
Alguns estudiosos argumentaram que, como Marcos começa sua história neste episódio, ele poderia estar apresentando uma forma de adocionismo, pois foi um ato de Deus que alterou a vida de Jesus, embora Marcos esteja provavelmente confirmando uma relação preexistente entre os dois. Jesus jamais é declarado como "filho adotado de Deus" em Marcos, mas o evangelista não menciona quando e nem como Jesus era filho de Deus. Tanto Mateus quanto Lucas fazem uso de seus relatos sobre a infância de Jesus para demonstrar que ele era filho de Deus desde a concepção e João, em João 1:1, declara-o como o Verbo de Deus desde a criação.
A voz do céu chama Jesus de "dileto". Alguns vêem nisto uma relação com a descrição de Isaac no Gênesis (Gênesis 22), no qual Abraão demonstra sua devoção a voz demonstrando estar "propenso" a sacrificar seu filho. Por esta tese, Deus demonstra seu amor pela humanidade sacrificando seu filho "de fato" (veja expiação substitucionária). Há também uma possível ligação deste trecho e os Cânticos do servo em Isaías.
O Espírito então "imediatamente" (Kai euthys) o impele para o deserto para ser tentado por Satã por quarenta dias. Quarenta é um artifício numerológico da Bíblia, como os quarenta dias do Dilúvio em Gênesis 7 e os quarenta anos vagando no deserto no Êxodo. Elias também passou quarenta dias e noites viajando ao monte Horeb em I Reis 19:8. Ao contrário de Mateus 4 e Lucas 4, Marcos não especifica o número de tentações e nem a natureza delas, mas faz menção aos anjos que o serviam.
João é preso em seguida, presumivelmente por Herodes Antipas. Marcos utiliza o termo "paradothēnai" para descrever o fato, o mesmo termo que utilizará depois para descrever a prisão de Jesus já durante a Paixão.
Segundo Jesus Seminar, partes destes dois relatos foram considerados autênticos ("vermelhos"), especificamente "João batiza Jesus" e "Jesus proclama o evangelho".

## Chamado dos primeiros quatro discípulos

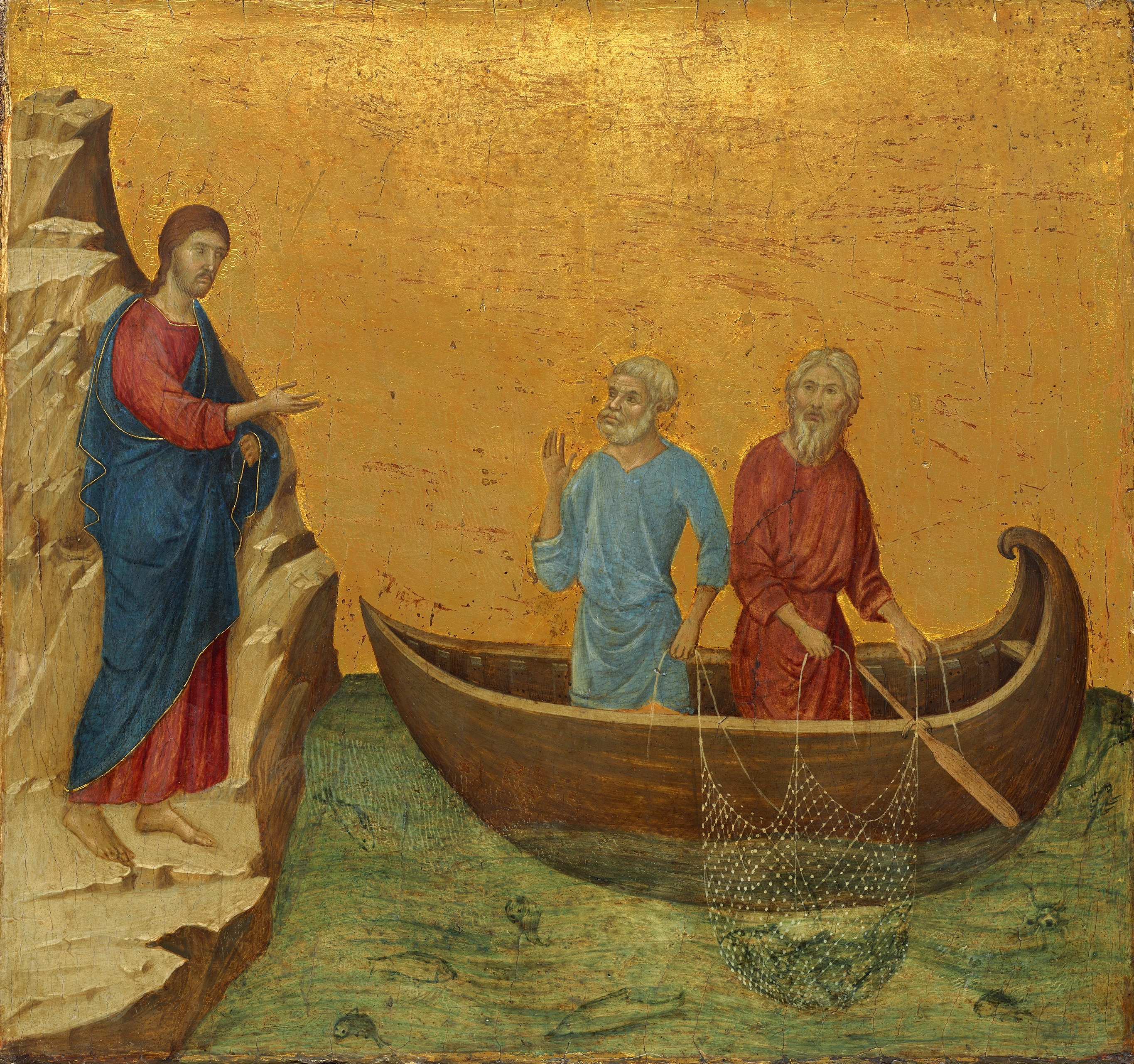
Jesus chama Pedro e André.
1308/11. Por Duccio di Buoninsegna, atualmente na National Gallery of Art, em Washington, D.C.

Jesus então segue para a Galileia pregando que «O tempo está cumprido, e o reino de Deus está próximo [ēngiken]; arrependei-vos e crede no Evangelho [euangelion]!» (Marcos 1:15) O "reino de Deus" pode ser interpretado como sendo um local físico ou espiritual. Pode ainda ser traduzido como o "governo imperial de Deus", indicando o poder de Deus sobre todas as coisas. O evangelho é visto não apenas como a mensagem de Deus, mas suas ações. Neste trecho, Jesus liga a vinda de Deus com o termo "ēngiken", que alguns entendem como significando "próximo" no sentido de "vindouro", mas outros defendem que seria algo como "o próprio Jesus está próximo", ou seja, que Deus havia chegado. ambas as acepções estão ligadas ao arrependimento, às mudanças de atitude e, finalmente, à fé. Fé e arrependimento seriam, portanto, o que Jesus estaria dizendo que Deus deseja dos homens (veja Justificação).
Jesus segue então para o mar da Galileia e encontra ali Simão (Pedro) e seu irmão André pescando, uma das principais atividades econômicas da região na época. Jesus os convida então com uma de suas mais famosas frases: «Segui-me, e eu farei que vos torneis pescadores de homens» (Marcos 1:17). Alguns estudiosos defenderam que os dois seriam pescadores apenas metaforicamente, provavelmente se baseando em Jeremias 16:16, mas Karris argumenta que a ocupação de ambos é histórica e foi utilizada por Marcos para demonstrar o custo de se tornar um discípulo, pois os irmãos tiveram que largar para trás um bom emprego. Os dois seguem Jesus e logo o grupo encontra outros dois irmãos, Tiago e João, filho de Zebedeu, que Marcos chama, em aramaico, de "boanerges" ("filhos do trovão") em Marcos 3:17. Depois de serem chamados, eles «endo deixado na barca a Zebedeu, seu pai, com os empregados, foram após Jesus» (Marcos 1:17). Pedro, Tiago e João serão futuramente muito importantes na vida de Jesus, enquanto André, que segundo João 1 era discípulo de João Batista, aparecerá apenas mais duas vezes em Marcos (em Marcos 3:18 e Marcos 13:3). Nos dois eventos, Marcos não relata como Jesus os convenceu e relata que os quatro o seguiram sem nenhum questionamento. Kilgallen argumenta que, historicamente, este chamado não teria sido tão súbito e que é possível que Jesus os tenha encontrado antes, mas Marcos teria encurtado o relato para enfatizar a devoção total dos novos discípulos a Jesus.
Marcos afirma que os irmãos Zebedeu tinham redes em Marcos 1:16 e que o pai deles empregava outros. Karris defende que isto mostra que eles eram ricos e, muito provavelmente, bem educados, conhecedores da Bíblia judaica. Outros estudiosos citam Atos 4:13 para mostrar que eles eram iletrados, mas Karris se defende afirmando que esta leitura seria uma interpretação literal demais.
O chamado dos discípulos aparece também em João 1, Lucas 5 e Mateus 4.

## Jesus em Cafarnaum e na Galileia
Jesus e os quatro seguem então para Cafarnaum, que Marcos apresenta como o centro das atividades do grupo, e Jesus passa a pregar numa sinagoga no sabá. Mais para frente, em Marcos 9:5, Marcos utiliza o termo técnico rabbi ("professor da Torá"). É claro porém que juntar discípulos (estudantes) e ensiná-los é a primeira parte do ministério de Jesus proclamando o reino de Deus, mas Marcos não explicita o teor destas lições, o que pode significar que ele deixou o assunto de fora por entender que isso não tinha relevância para o relato que pretendia criar ou por que ele não sabia o teor das lições. Alguns arqueólogos acreditam que uma sinagoga em Cafarnaum, já escavada, estaria sobre a que existia na época de Jesus e seria a que ele utilizou neste trecho. Qualquer um que demonstrasse um bom conhecimento das Escrituras poderia pregar numa sinagoga na época. Segundo Marcos, Jesus ensinava com "autoridade e não como os escribas", que respondiam perguntas de forma tradicional e oficial (ver fariseus). Ao contrário de João 2, que cita as Bodas de Caná como tendo ocorrido antes da chegada em Cafarnaum, Marcos não cita o evento.
Em seguida, Jesus exorciza um homem na sinagoga. Curas, especialmente de pessoas "possuídas", era outro dos grandes métodos utilizados por Jesus em ministério no relato de Marcos. O demônio reconhece Jesus como o «Santo de Deus» (Marcos 1:24), a primeira vez que um dos oponentes sobrenaturais de Jesus reconhece sua verdeira identidade. Marcos utiliza neste trecho pela primeira vez um padrão narrativo que repetirá muitas outras, descrevendo a aflição, a cura por Jesus e finalmente a demonstração da cura a outros. O poder de Jesus sobre o demônio pode ser a forma que Marcos encontrou para demonstrar à sua audiência, provavelmente acuada por perseguições, que a mensagem de Jesus irá sobrepujar o mal. 
Havia na época de Jesus muitas pessoas que alegavam ter o poder de realizar exorcismos e muitos dos antigos adversários do cristianismo descartaram Jesus como apenas mais um mago. A maior parte das descrições de exorcismos deste período revela que a técnica mais utilizada era tentar enganar o espírito ou demônio a deixar a vítima convencendo-os de que o exorcista tinha mais poderes do que eles, um método que Jesus jamais utilizou. Paralelos com as histórias helenísticas de exorcismo diferem por estarem quase sempre ligadas a doenças, o que não é o caso aqui. John P. Meier, por exemplo, defende que não relação alguma entre estes incidentes e as descrições de magia da época.
Logo depois, o grupo segue para a casa de Pedro e André, presumivelmente perto da sinagoga, e lá Jesus cura a sogra de Pedro. Ela se levanta e passa a ajudar Jesus e seus companheiros, provavelmente cuidando das necessidades do grupo, como era comum na cultura judaica da época. Marcos utiliza o termo "ēgeiren" ("levantar") para descrever como Jesus a curou, seguido pelo termo "diēkonei" ("serviu"), que alguns enxergam como uma mensagem teológica sobre o poder de Jesus necessitando serviço. Karris argumenta que este evento é histórico, provavelmente obtido por Marcos pelo relato de uma testemunha ocular.
No relato de Marcos não há dúvidas de que Pedro tinha uma esposa, pois Jesus curou sua sogra. Paulo afirma que outros apóstolos, Cefas (Pedro) e os irmãos de Jesus tinham esposas — e ele não — em I Coríntios 9:5.
Em algumas traduções da Bíblia para o português (como a Nova Versão Internacional), Marcos segue dizendo: "Ao anoitecer, depois do pôr-do-sol", um dos exemplos de redundância em Marcos que não aparece em Lucas e em Mateus. Seja como for, Marcos relata que a fama de Jesus se espalhara e que o povo levou até ele os doentes e possuídos para que fossem curados, o que ele fez. Marcos diz que "toda a cidade" veio ver Jesus, provavelmente um exagero (Lucas e Mateus afirmam apenas que era muita gente). Jesus expulsou muitos demônios, mas não lhes permitiu falar para que não revelassem sua verdadeira identidade, uma tema comum no Evangelho de Marcos conhecido como "Segrego Messiânico". 
Jesus em seguida deixa a cidade para orar sozinho (veja Discurso sobre a ostentação). Marcos utiliza o termo "prōi ennycha lian", uma descrição bastante complicada de um período de tempo utilizando três advérbios. Seus discípulos o encontraram e disseram-lhe que todos estavam procurando por ele, ao que Jesus responde: «Vamos a outros lugares» (Marcos 1:38), às vilas vizinhas para que elas possam ouvi-lo também, «porque para isso vim» (Marcos 1:38). Ele utiliza a palavra "exēlthon", que alguns interpretam como sendo uma afirmação sobre o mandato divino de Jesus ou uma rejeição de Cafarnaum, mas não há consenso sobre nenhuma destas teses. 
Jesus então viaja por toda a Galileia, pregando e curando. Primeiro cura um leproso que lhe implora por alívio e pede-lhe que vá até os sacerdotes e ofereça os sacrifícios de purificação que Moisés comandava (uma referência a Levítico 13 e 14), mas que não contasse a ninguém que Jesus o havia curado. É possível que Jesus estivesse aqui estressando a importância da Lei Mosaica (veja Jesus explicando a Lei). Este episódio aparece também no Evangelho de Egerton 2:1-4. Alguns estudiosos defendem que este pedido de Jesus estaria também relacionado ao Segredo Messiânico, embora outros acreditem que seria apenas Jesus pedindo ao homem que vá imediatamente (e não pare para falar com ninguém) aos sacerdotes. O termo "leproso" pode significar muitas doenças de pele, como a favosa e a psoríase. Marcos afirma que Jesus "se compadeceu" do homem, mas alguns poucos manuscritos afirmem que ele teria ficado "furioso". Por conta disso, alguns estudiosos argumentam que "furioso" era a palavra pretendida originalmente pelo autor e que ela teria sido intencionalmente alterada para fazer Jesus parecer mais compassivo, pois ele já aparece «advertindo...com energia» (Marcos 1:43) ("embrimēsamenos") o homem. Marcos de fato mostra a raiva de Jesus em muitos outros lugares, como em Marcos 3:5 e no incidente no Templo. Bruce Metzger postula uma possível "confusão entre palavras similares em aramaico (compare ethraham, siríaco para "ele teve pena", com ethra'em, "ele se enfureceu" — vide Primazia aramaica). O homem então parece desobecer Jesus e espalha a notícia de que Jesus o curou, aumentando sua popularidade ainda mais. Marcos não conta se ele chegou a falar com os sacerdotes. Esta é a primeira de muitas vezes que Marcos irá relatar as fracassadas tentativas de Jesus em esconder suas obras pedindo que as pessoas as mantenham em segredo. Karris argumenta que é possível interpretar o original em grego como significando que Jesus teria espalhando as notícias e não o homem.

## Relação com os demais evangelhos
Mateus também relata todos estes eventos nos capítulos 3 e 4, mas não menciona explicitamente o exorcismo e nem a cura da sogra de Pedro. A cura do leproso parece ser o mesmo evento narrado em Mateus 8:1–4, depois do Sermão da Montanha, seguido logo depois pela cura da sogra de Pedro em Mateus 8:14–17.
Lucas apresenta os mesmos eventos que Marcos e, de maneira geral, na mesma ordem nos capítulos 3, 4 e 5:16, com a exceção de que Jesus convoca os discípulos depois de se encontrar com Pedro e curar sua sogra. Lucas também afirma que Jesus foi até Nazaré depois de ser tentado no deserto e discutiu com sua família lá. Mateus afirma que ele deixou Nazaré e foi para a Galileia, mas não relata o que aconteceu lá. 
João narra o batismo e a convocação dos discípulos em João 1, mas afirma que eles também batizavam na mesma época de João Batista, narrando mais eventos antes da prisão de João do que os evangelhos sinóticos.